# Bruce Deacon
Bruce Deacon, född 5 december 1966, är en friidrottare från Kanada. Han deltog vid olympiska sommarspelen 1996 och olympiska sommarspelen 2000.